# Beleg van Bergen op Zoom (1747)

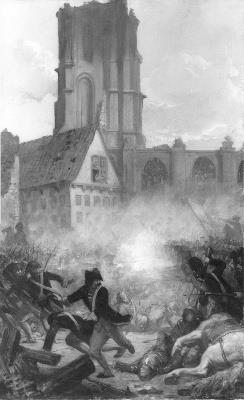
De val van Bergen op Zoom, gravure van Barend Wijnveld

Het Beleg van Bergen op Zoom was een belegering van de vestingstad Bergen op Zoom door Franse troepen tijdens de Oostenrijkse Successieoorlog. Het beleg was onderdeel van een Franse veldtocht tegen de Republiek der Verenigde Nederlanden. Bergen op Zoom was de sterkste Nederlandse vesting, het meesterwerk van de beroemde Nederlandse vestingbouwer Menno van Coehoorn. De verdedigingswerken waren in 1747 in redelijk goede staat, er was een sterk garnizoen met onder meer 1.400 man van de Schotse Brigade. Door de ligging kon Bergen op Zoom niet omsingeld worden over land, voorraden en versterkingen konden aangevoerd worden vanuit Zeeland.

## Het Beleg
Het beleg van Bergen op Zoom begon op 12 juli 1747 toen de Fransen onder aanvoering van generaal Ulrich van Löwendal voor de stad verschenen. Eerder dat jaar hadden zij al Staats-Vlaanderen bezet. De ervaren 86-jarige generaal Isaac Cronström leidde de verdediging van de stad. Cronström wilde de verdediging volhouden tot er een beklimbare bres in de hoofdwal was geschoten.
Mogelijk van invloed op de afloop van het beleg was de weigering van de bevelhebber van de Brits-Hollands-Oostenrijkse coalitie, Willem, hertog van Cumberland, om het bevel van stadhouder Willem IV van Oranje-Nassau op te volgen om hulptroepen naar het bedreigde Bergen op Zoom te sturen. Cumberland, die zich na de Slag bij Lafelt met een troepenmacht van 50.000 man op de rechter Maasoever had teruggetrokken, vreesde dat door die positie te verlaten de weg voor de Fransen naar het keurvorstendom Hannover open zou komen te liggen.
Op 12 juli werden de loopgraven geopend en op 20 juli begonnen de Fransen de belegerden te bombarderen. Tevens werden er mijngangen aangelegd welke tot ontploffing zouden worden gebracht onder de buitenwerken van de vesting. Deze mijnen werden tegengegaan door tegenmijnen van de Nederlanders. Dit konden de Nederlanders doen doordat Coehoorn een permanent tegenmijnenstelsel had laten aanleggen.
Ondertussen naderden de Fransen de vesting via de parallellen. Door uitvallen en continu bombarderen vanaf de buitenwerken kon de Franse opmars vertraagd worden. Toch hadden de Fransen na een maand de bedekte weg in handen. Hier hadden ze echter niet veel aan, aangezien de bedekte weg bestreken werd door verschillende lunetten in de buurt. Er ontbrandde een hevige strijd om deze lunetten en de bedekte weg, zowel boven- als ondergronds. Tientallen mijnen gingen de lucht in.
Na twee maanden waren de buitenwerken veroverd en konden de Fransen beginnen met bresschieten in de hoofdwal. Op 16 september 1747 viel na een bestorming de stad in Franse handen. De verliezen tijdens het beleg zijn disproportioneel te noemen: 5.250 doden aan de Franse kant en ongeveer 5.000 aan de Nederlandse. De stad werd na de inname urenlang geplunderd en in brand gestoken, waarbij circa 2000 van de 5000 inwoners het leven lieten en circa 1000 gewond raakten.
De Franse koning Lodewijk XV benoemde Löwendal tot maarschalk van Frankrijk voor zijn overwinningen bij het Beleg van Bergen op Zoom en de Slag bij Lafelt. Stadhouder Willem IV was na de val van Bergen op Zoom "diepbedroefd over het rampzalige ongeluk dat ons is overkomen".